# Alvise Priuli
Alvise Priuli (* um 1500 in Venedig; † 15. Juli 1560 in Padua) war ein venezianischer Patrizier, der mit dem Kreis der „Spirituali“ und insbesondere mit Kardinal Reginald Pole verbunden war. Sein Name taucht in allen großen Prozessen der römischen Inquisition im 16. Jahrhundert auf.

## Leben
Er wurde um 1500 in Venedig als Sohn von Marco di Francesco und Maria Soranzo di Pietro di Giovanni geboren. Als junger Mann beteiligte er sich an der Schreibstube seines älteren Bruders Antonio. Später verkehrte er in literarischen Kreisen, wo er mit Francesco Maria Molza befreundet war, sowie mit Francesco Berni, Benedetto Ramberti, Pietro Bembo, Vittore Soranzo, Trifone Gabriele, Lazzaro Bonamico und Benedetto Lampridio. In Padua studierte er bei Marco Antonio Passeri aristotelische Philosophie, ohne seine griechischen und lateinischen Studien zu vernachlässigen.
Hier begannen ab 1532 seine Kontakte zu Reginald Pole. Gemeinsam besuchten sie die Abtei San Giorgio Maggiore, in der sich neben seinem langjährigen Freund Gasparo Contarini auch Marcantonio Flaminio, Antonio Brucioli, Giovan Battista Ramusio und Donato Rullo zu treffen pflegten. Im Kreis um Bischof Giberti lernte er Galeazzo Florimonte und Girolamo Fracastoro kennen und im Umfeld von Bembo schloss er Freundschaft mit Ludovico Beccadelli und mit Cosimo Gheri.
In Poles Gefolge reiste er nach Rom und begleitete ihn zu den Gesandtschaften in Frankreich und Flandern (1537), zu den Verhandlungen in Nizza (1538) und auf einer diplomatischen Mission in Spanien (1539).
1541 schickte ihn Pole nach Rom, um in seinem Namen mit den Kardinälen Gian Pietro Carafa, Dionisio Laurerio, Girolamo Aleandro, Federigo Fregoso und Pietro Bembo zu konferieren. Ab September desselben Jahres hielt er sich in Viterbo auf wobei es auch zu einer Intensivierung seiner Beziehung zu Vittoria Colonna kam.
Von November 1542 bis Mai 1543 hielt er sich mit Pole in Trient auf und kehrte danach über Bologna nach Rom zurück. Als das Konzil zwei Jahre später eröffnet wurde, lehnte er eine Ernennung zum Sekretär des Konzils ab. Im Konklave von 1549–50 wurde Kardinal Pole von Priuli unterstützt, er scheiterte jedoch bei der Wahl mit nur vier Stimmen.
1553 folgte er Pole, der von Julius III. zum apostolischen Legaten in England ernannt wurde und die Aussöhnung des Königreichs mit dem Papsttum zu unterstützen.
Nach dem Tod Poles im November 1558 blieb Priuli in England, um das Testament seines Freundes zu vollstrecken und dessen Besitz aufzuteilen. Im Dezember 1559 verließ er London und reiste über Frankreich nach Padua, wo er am 3. Mai 1560 ankam. Aus England brachte er zahlreiche Schriften von Pole mit, um sie gemeinsam mit Freunden des Kardinals zu veröffentlichen.
Priuli starb am 15. Juli 1560 in Padua, doch wurde er in Venedig, in der Kirche San Severo beigesetzt.